# Viscaria alpina
Viscaria alpina – gatunek rośliny należący do rodziny goździkowatych, w piśmiennictwie ogrodniczym znany pod nazwą firletka alpejska. Występuje dziko w górach Europy oraz w północno-wschodniej części Ameryki Północnej. Roślina uprawiana jest jako ozdobna. W Skandynawii wykorzystywana jest jako indykator złóż miedzi i niklu.

## Morfologia i biologia

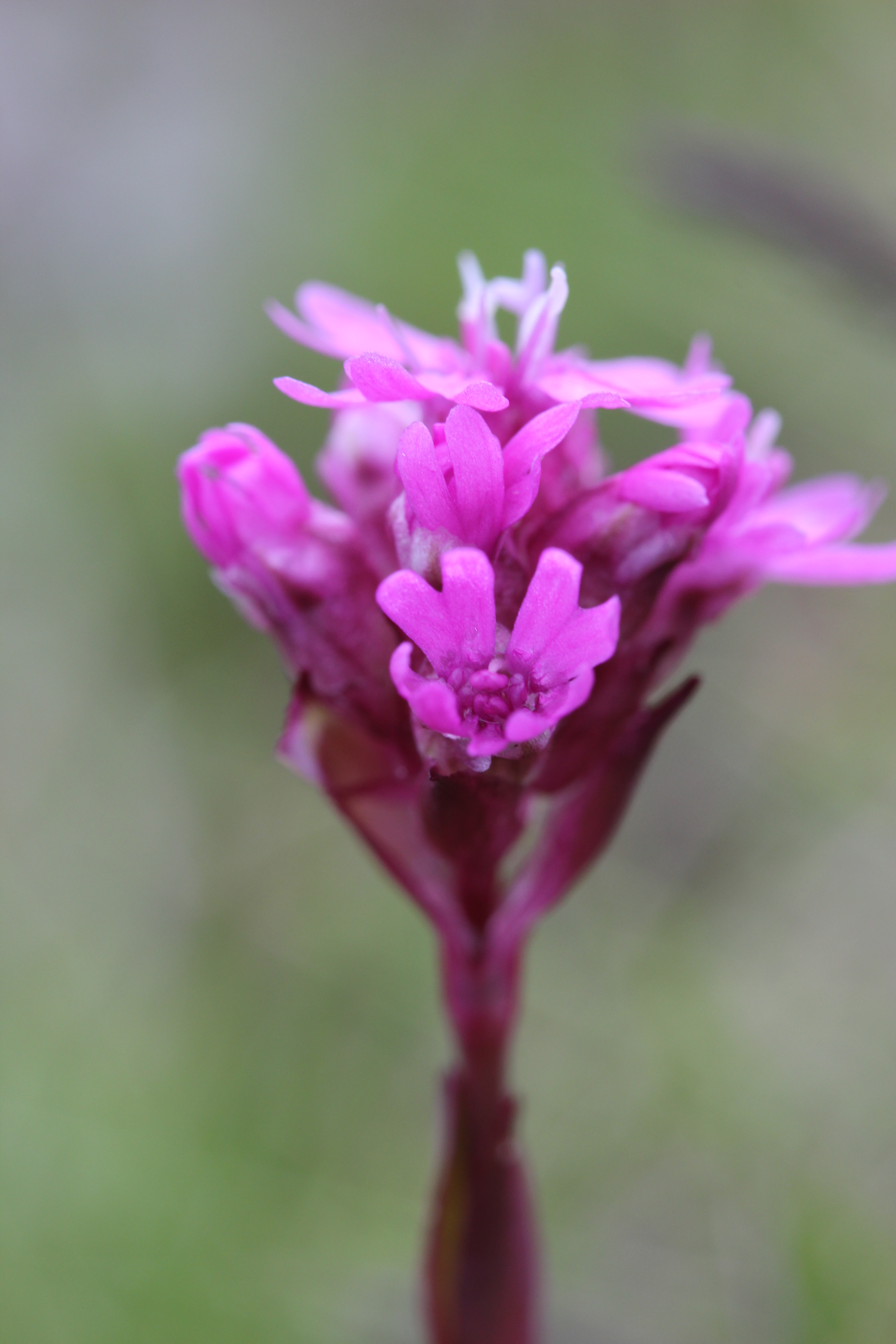
Kwiatostan

PokrójBylina wysokości do 10–15 cm.
ŁodygaProsto wzniesiona, naga, pojedyncza lub słabo rozgałęziona.
LiściePrzy ziemi zebrane w rozetę, liczne, wąskolancetowate, nieco skórzaste. Liście łodygowe zrośnięte nasadami, nasady orzęsione.
KwiatyZebrane w gęste nibygłówki, płatki powcinane, różowopurpurowe, rzadko białe. Kwitnie na przełomie kwietnia i maja.

## Systematyka
Gatunek jest jednym z trzech z rodzaju smółka, który bywał często włączany do rodzaju firletka Lychnis, który od końca XX wieku włączany jest z kolei do rodzaju lepnica Silene. W efekcie popularnym w XX wieku synonimem tego gatunku była nazwa Lychnis alpina i w konsekwencji nazwa zwyczajowa – firletka alpejska. Ze względu na szerokie ujmowanie rodzaju lepnica stosowane były też nazwy zaliczające gatunek do rodzaju lepnica, np. Silene suecica (Lodd. et al.) Greuter & Burdet Willdenowia 12:190. 1982. Analizy filogenetyczne oparte na badaniach molekularnych, ale też morfologicznych, potwierdziły odrębność rodzaju smółka Viscaria i przynależność doń tego gatunku.

## Uprawa
Nadaje się na rabaty i do ogródków skalnych. Roślina jest całkowicie odporna na mróz i łatwa w uprawie. Preferuje słoneczne stanowisko, w półcieniu rośnie wyższa i bardziej rzadka. Podłoże powinno być kwaśne, próchniczno-gliniaste i zdrenowane żwirem (nie lubi dużej wilgoci w glebie). Rozmnaża się ją przez wysiew nasion wczesną wiosną. Po przekwitnięciu kwiaty należy usuwać.